# 利斯特维扬卡 (伊尔库茨克区)
利斯特维扬卡（俄语：Листвянка，羅馬化：Listvyanka，意为“落叶松”），旧称利斯特韦尼奇诺耶（Лиственичное），是俄罗斯伊尔库茨克州的工人村（市级镇），属伊尔库茨克区，在区行政中心及州府伊尔库茨克东南方。该地位于贝加尔湖畔，安加拉河源头附近，克列斯托夫卡河（Крестовка）等几条小河在该地附近流入贝加尔湖。
20世纪设市级镇。曾属斯柳江卡区，而在1984年至1995年间，利斯特维扬卡属于伊尔库茨克市内十月区的一部分；1995年划入伊尔库茨克区。该地2021年人口有1,958人；2010年人口1,882；2002年人口1,745；1989年人口2,379。